# کن رابینسون
کن رابینسون (انگلیسی: Ken Robinson؛ ۴ مارس ۱۹۵۰-21 آگوست 2020) پدیدآور، سخنران، متخصص آموزش و پرورش، خلاقیت و نوآوری اهل بریتانیا است. او مدیر هنری در پروژه‌های مدارس (۱۹۸۵–۱۹۸۹) و استاد آموزش هنر در دانشگاه واریک (۱۹۸۱–۲۰۰۱) بود . در سال ۲۰۰۳ او برای خدماتش در عرصه هنر، نشان شوالیه دریافت کرد

## ایده‌هایی دربارهٔ آموزش و پرورش
رابینسون بر این باور است که برای موفقیت دانش‌آموزان، آموزش و پرورش باید در سه حوزه متحول شود. در حوزه اول، با ارائه طیف گسترده‌ای از درس‌های مختلف و تشویق توجه به ویژگی‌های فردی در فرایند آموزشی، بر تنوع موجود افزوده شود. دوم اینکه با تدریس خلاق که آن هم به آموزش باکیفیت بالای معلمان بستگی دارد، کنجکاوی را تقویت کرد. در نهایت اینکه با بهره‌گیری از فرایندهای غیرمستقیم که تأکید کمتری بر آزمون‌های استاندارد دارند و دادن مسئولیت تعیین درس آموزشی به هر مدرسه و هر معلم، به تقویت خلاقیت پرداخت. او بر این باور است که بخش قابل توجهی از نظام آموزشی در ایالات متحده دانش‌آموزان را به سمت راحت‌طلبی، پیرو بودن و استانداردسازی می‌برد و تأکید چندانی بر خلاقیت ندارد. او بر این نکته تأکید دارد که فقط در صورت می‌توانیم به موفقیت برسیم که آموزش و پرورش را یک نظام ارگانیک و زنده (و نه یک ساختار مکانیکی) بدانیم.

## کتاب‌‌های ترجمه شده
| عنوان      | سال  | مترجم                  | ناشر               | توضیحات                                          |
| ---------- | ---- | ---------------------- | ------------------ | ------------------------------------------------ |
| مدرسۀ خلاق | ۱۴۰۰ | شمس الدین میر ابوطالبی | ترجمان علوم انسانی | با محوریت چگونه آموزش آزمون محور را سرنگون کنیم؟ |